# San Juan de las Flores, Guerrero
San Juan de las Flores är en ort i Mexiko.   Den ligger i kommunen Atoyac de Álvarez och delstaten Guerrero, i den södra delen av landet, 270 km sydväst om huvudstaden Mexico City. San Juan de las Flores ligger 641 meter över havet och antalet invånare är 571.
Terrängen runt San Juan de las Flores är lite bergig. Runt San Juan de las Flores är det ganska tätbefolkat, med 52 invånare per kvadratkilometer. Närmaste större samhälle är Atoyac de Álvarez, 12,8 km söder om San Juan de las Flores. I omgivningarna runt San Juan de las Flores växer i huvudsak lövfällande lövskog.